# Aného
Aného, eller Anecho, är en hamnstad i Togo. Den ligger 45 kilometer öster om huvudstaden Lomé, mellan Atlanten och Togosjön. Staden ligger i regionen Maritime. Den hade 24 891 invånare (2010).
Staden är Guin-Minafolkens spirituella centrum. För närvarande är HM Togbé Zankli Savado Lawson VIII konung av Anhéo. Huvudnäringar är jordbruk och fiske.

## Historia
Stadens första invånare,  Adja Tado, Xla ich Pédah, bofäste sig på 1500-talet, följda av folken Guin och Mina som numer utgör stadens majoritet. Dessa folkslag kom från Guldkusten (dagens Ghana) på 1600-talet och anses vara stadens verkliga grundare.
Staden var fram till 1914 under namn av Klein Popo huvudstad i den tyska kolonin Togoland. Staden grundades som en handelsstation av det Holländska västindiska kompaniet på 1700-talet under namn av Petit Popo och blev sedan ett centrum för slavhandel. Aného var tyska Togolands huvudstad mellan 1886 och 1897 samt mellan 1914 och 1919.

## Världsarvsstatus
Den 12 december 2000 sattes Aného upp på Togos tentativa världsarvslista.